# Casa Siete Cuartones 290
La Casa Ochoa Raa es una casona colonial ubicada en la calle Saphy en el centro histórico del Cusco, Perú.
Desde 1972 el inmueble forma parte de la Zona Monumental del Cusco declarada como Monumento Histórico del Perú. Asimismo, en 1983 al ser parte del casco histórico de la ciudad del Cusco, forma parte de la zona central declarada por la UNESCO como Patrimonio Cultural de la Humanidad.
Inmueble de dos niveles y un patio. Exteriormente presenta portada lítica con puerta postigo con bulas grutescas y dos puertas auxiliares (una de ellas con jambaje lítico); también un balcón de antepecho y dos balconcillos, los tres con balaustrada metálica y puertas de madera de sutil talla. Resaltan al lado derecho de la fachada un contrafuerte y un arco de descarga líticos concebidos con fines estructurales.
Se accede al primer patio por medio del zaguán que está enmarcado por un arco de medio punto. El Patio empedrado con lajas regulares de piedra y jardinera, está configurado por cuatro crujías siendo la del sur oeste con galería de arcos líticos doble en proporción 1:2 (primer y segundo nivel) mientras que las de los lados sureste y noreste con corredores de balaustrada, pies derechos y ménsulas en madera profusamente tallada; pero, sustentados sobre añadidos pies derechos. La caja de escaleras lítica, está ubicada al lado izquierdo del zaguán y es de cajón de “ida y vuelta”.